# 安口站
安口站是一个京广线上的铁路车站，位于广东省韶关市乐昌市安口乡，建于1933年，目前为四等站，邮政编码为512200。现已不办理客运业务；货运：仅办理专用线、专用铁道整车货物发到。